# 로자 마이레더
로자 마이레더(독일어: Rosa Mayreder, 1858년 11월 30일~1938년 1월 19일)은 오스트리아의 작가이자 음악가, 화가이기도 하였으며 여성주의자로서 제1차 세계 대전 기간 동안 세계의 평화를 위해서 활동하였다. 오스트리아가 유로를 사용하기 이전까지 통용된 500 실링 지폐에는 그녀의 모습이 그려져 있었다.